# Guibert d'Andrenas

Guibert d’Andrenas est une chanson de geste du début du XIIIe siècle. Elle se rattache au cycle de Guillaume de Gellone. Muriel Ott a publié une version de Guibert d’Andrenas, en se basant sur un manuscrit conservé à la British Library.